# It Is Finished
It Is Finished es un álbum en vivo de la cantante estadounidense Nina Simone. Fue publicado en julio de 1974 a través de RCA Records.

## Antecedentes
Harta de la militancia, las drogas y su país, en septiembre de 1970 ella se fue a Barbados. Allí, Simone espero a que Andrew Stroud, su entonces esposo y representante, le dijera cuándo volver a actuar, pero una confusión, basada en su repentina desaparición y en haber dejado atrás su anillo de bodas, le hizo concluir que quería el divorcio. Después de su estancia allí, su compañera cantante y activista por los derechos civiles Miriam Makeba la convenció de viajar a Liberia, lo que influyó en el marcado carácter africano y tradicional de It Is Finished.

## Título
Como sugiere el título, el álbum de Simone de 1974 marcó el fin de una era: el fin de su activismo militante y el adiós a su sello RCA Records y a los Estados Unidos en general. El traslado fue pensado como un paso atrás de un estilo de vida frenético y agotador.

## Recepción de la crítica
Un escritor no especificado de Record World escribió: “Las canciones tristes son el fuerte de esta dama, interpretadas aquí con el estilo chisporroteante de la Sra. Simone”. Un escritor no especificado de la revista Cash Box describió It Is Finished como “un bien LP”, y señaló que “Nina toma ese maravilloso instrumento suyo y le da un uso excelente”. Un escritor no especificado de Billboard comentó: “Otra actuación de calidad de la Suma Sacerdotisa del Soul. Este esfuerzo fue grabado en vivo en África y afortunadamente no está muy orquestado. [sic] Sólo hay dos músicos de respaldo y ambos son perfectos para difundir su sonido especial”.

## Legado
Desde entonces, muchos críticos han considerado a It Is Finished como una “obra maestra subestimada” de Simone, incluido el crítico Arun Starkey de Far Out Magazine, quién señaló que “resultó ser un período de metamorfosis tan trascendental para ella que no hizo otro álbum durante cuatro años hasta 1978”. TJ Gorton de BeatCaffeine calificó «Funkier than a Mosquito's Tweeter» como “una de las canciones más funky jamás grabadas por Nina Simone”. Jordan Potter de Far Out Magazine describió It Is Finished como “uno de los álbumes en vivo más evocadores y agradables de Simone”.

## Lista de canciones
| Lado uno |                                     |                   |          |  |
| N.º      | Título                              | Escritor(es)      | Duración |  |
| 1.       | «The Pusher»                        | Hoyt Axton        | 5:12     |  |
| 2.       | «Com' By H'Yere–Good Lord»          | tradicional       | 5:51     |  |
| 3.       | «Funkier than a Mosquito's Tweeter» | Aillene Bullock   | 5:21     |  |
| 4.       | «Mr. Bojangles»                     | Jerry Jeff Walker | 4:53     |  |

| Lado dos |                                    |                                           |          |  |
| N.º      | Título                             | Escritor(es)                              | Duración |  |
| 1.       | «I Want a Little Sugar in My Bowl» | Nina Simone                               | 5:54     |  |
| 2.       | «Dambala»                          | Tony McKay                                | 6:53     |  |
| 3.       | «Let It Be Me»                     | Mann Curtis Gilbert Bécaud Pierre Delanoë | 3:35     |  |
| 4.       | «Obeah Woman»                      | McKay                                     | 6:17     |  |

## Créditos y personal
Créditos adaptados desde The Official Home of Nina Simone.
- Nina Simone – voces, piano
- Samuel Waymon – armonía, órgano
- Avram Schackman – sitar, guitarra, bajo eléctrico
- Nadi Qamar – piano de pulgar
- Essien Nkrumah – percusión
- David Spinozza – guitarra
- Richard Resnicoff – guitarra
- Gene Perla – bajo eléctrico
- Don Alias – batería

Personal técnico
- Nina Simone – producción
- Harold Wheeler – conductor
- Ed Begley – ingeniero de audio, remezcla
- Bruce Somerfeld – remezcla, productor ejecutivo
- Guille Roland – diseño
- Jim Bell – fotografía